# فيفا زلاطا (فلم)
فيفا زلاطا فيلم مصري انتج عام 1976 بطولة فؤاد المهندس وشويكار وسمير غانم.
عنوان الفيلم مستوحى من عنوان فيلم أمريكي أُنتج عام 1952 هو فيفا زباطة.

## القصة
هاجر زلاطا إلى مدينة نيومكسيكو وهناك يصبح أحد أبطال المدينة، ويتولى حكم المدينة، يموت، وتعود ابنته نجمة إلى مصر؛ للبحث عن متولي ابن شقيق زلاطا من أجل الانتقام من القاتل بيللى ذاكيد. المستهتر، لكن متولى هو شخص مسالم تماما، ولا يصلح لأن ينتقم، يقرر الذهاب مع نجمة إلى المكسيك، وهناك يتغير كثيرًا، ويتعلم المسؤولية، ويتمكن من الانتقام لعمه، ويقرر الزواج من ابنة عمه نجمة بعد أن احبها، يعود الاثنان مرة أخرى إلى حى الحسينية للإقامة هناك، ويتركان مدينة نيومكسيكو.

## البطولة
| - فؤاد المهندس:زلاطا / متولي - شويكار:نجمة - سمير غانم:السحاب الأصفر - توفيق الدقن:قائد التريكرز - نبيلة السيد:صاحبة الصالون - حسن مصطفى:الشريف - جمال إسماعيل:جنرال باتستا - سلامة إلياس:صاحب الكازينو - نبيل الهجرسي:مندوب وزارة السياحة | - أسامة عباس:مندوب الولايات المتحدة - نبيل بدر:مندوب المكسيك - زوزو شكيب:زينب العالمة - سيف الله مختار:من أتباع زلاطا - حلمي هلالي:من التريكرز - حسن عابدين:كنج سايز - أحمد نبيل:من أتباع زلاطا - محمد طه:صديق متولي - أحمد شكري | - محمود أبو زيد:قزعة المساعد الشريف - زكريا موافي:هاني ابن صاحبة الصالون - عز الدين إسلام:الحانوتي - المنتصر بالله:من أتباع زلاطا - سميحة محمد:زوجة الحانوتي - السيد منير - حسين فهمي:الولد بيلي - الطوخي توفيق:من التريكرز - محمد صبحي |

## روابط خارجية
- مقالات تستعمل روابط فنية بلا صلة مع ويكي بيانات